# Paolo Revelli
Paolo Revelli (* 12. April 1959 in Rom) ist ein ehemaliger italienischer Schwimmer. Er gewann bei Schwimmeuropameisterschaften eine Silbermedaille und zwei Bronzemedaillen. Bei Mittelmeerspielen erschwamm er zwei Goldmedaillen und eine Bronzemedaille.

## Karriere
Paolo Revelli belegte 1975 mit der italienischen 4-mal-200-Meter-Freistilstaffel den neunten Platz bei den Weltmeisterschaften in Cali. Einen Monat nach den Weltmeisterschaften begannen in Algier die Mittelmeerspiele 1975. Dort gewann Revelli die Goldmedaille mit der 4-mal-200-Meter-Freistilstaffel. Bei den Olympischen Spielen 1976 in Montreal schied Revelli über 200 Meter Freistil als 30. der Vorläufe aus. Die italienische 4-mal-200-Meter-Freistilstaffel mit Marcello Guarducci, Roberto Pangaro, Paolo Barelli und Paolo Revelli schwamm auf den achten Platz.
Bei den Europameisterschaften 1977 in Jönköping wurde die 4-mal-100-Meter-Freistilstaffel in der Besetzung Roberto Pangaro, Paolo Revelli, Paolo Sinigaglia und Marcello Guarducci Zweite hinter dem Quartett aus der Bundesrepublik Deutschland. 1978 bei den Weltmeisterschaften in West-Berlin schwamm Paolo Revelli in zwei Endläufen. Er wurde jeweils Fünfter mit der 4-mal-100-Meter-Freistilstaffel in der Aufstellung Guarducci, Raffaele Franceschi, Sinigaglia und Revelli und mit der 4-mal-200-Meter-Fresitilstaffel mit Revelli, Guarducci, Franceschi und Giorgio Quadri. Revelli startete auch über 100 Meter Freistil (16.), über 200 Meter Freistil (14.) und über 400 Meter Freistil (13.). Bei den Mittelmeerspielen 1979 in Split wurde Revelli Fünfter über 200 Meter Freistil und Dritter über 400 Meter Freistil. Mit der 4-mal-200-Meter-Freistilstaffel erhielt er die Goldmedaille. Bei den Olympischen Spielen 1980 in Moskau fehlten viele Länder des Westens wegen des Olympiaboykotts. Italien nahm teil, untersagte aber den Militärangehörigen die Mitwirkung an den Spielen, weswegen beispielsweise Marcello Guarducci als Angehöriger der Carabinieri in der Staffel fehlte. Revelli verfehlte über 200 Meter Schmetterling als Neunter der Vorläufe den Finaleinzug um 0,29 Sekunden. Über 200 Meter Freistil erreichte Revelli das Finale und belegte den sechsten Platz. Die italienische 4-mal-200-Meter-Freistilstaffel mit Paolo Revelli, Raffaele Franceschi, Andrea Ceccarini und Fabrizio Rampazzo schlug als Fünfte an, eine Sekunde hinter den Gewinnern der Bronzemedaille.
1981 wurde Revelli bei den Europameisterschaften in Split Sechster über 200 Meter Freistil und Vierter über 200 Meter Schmetterling. 1982 bei den Weltmeisterschaften in Guayaquil schwamm die 4-mal-200-Meter-Staffel in der Besetzung Paolo Revelli, Fabrizio Rampazzo, Raffaele Franceschi und Marcello Guarducci auf den vierten Platz. Bei den Europameisterschaften 1983 in Rom gewann die italienische 4-mal-200-Meter-Freistilstaffel mit Revelli, Guarducci, Franceschi und Rampazzo die Bronzemedaille hinter den beiden deutschen Staffeln aus West und Ost. Über 200 Meter Schmetterling wurde er ebenfalls Dritter hinter dem Deutschen Michael Groß und Serhij Fessenko aus der Sowjetunion. Bei seiner dritten Olympiateilnahme 1984 in Los Angeles trat Revelli über 200 Meter Freistil (22.) und über 200 Meter Schmetterling (14.) an, verfehlte aber jeweils das Finale.
Der 1,96 Meter große Paolo Revelli schwamm unter anderem für die California Golden Bears, das Sportteam der University of California, Berkeley.